# Иб (област)
Иб е една от 19-те области на Йемен. Площта ѝ е 5400 км², а населението ѝ е 2 635 000 жители (по оценка от 2012 г.). Разделена е на 31 окръга. Разположена е в часова зона UTC+3. Официален език е арабският. Главен административен център на областта е едноименния град Иб.